# جان ترافاگان
جان ترافاگان (انگلیسی: John Traphagan؛ زادهٔ ۱ ژانویهٔ ۱۹۶۱) انسان‌شناس اهل ایالات متحده آمریکا است.
وی همچنین برندهٔ جوایزی همچون برنامه فولبرایت شده‌است.